# Zbyněk Vostřák
Zbyněk Vostřák (* 10. Juni 1920 in Prag; † 4. August 1985 in Strakonice) war ein tschechischer Komponist.

## Leben
Vostřák studierte von 1939 bis 1943 am Prager Konservatorium Dirigieren bei Pavel Dědeček und nahm zugleich (von 1938 bis 1945) privaten Kompositionsunterricht bei Rudolf Karel. Außerdem war er von 1943 bis 1945 Perkussionist des Rundfunksinfonieorchesters.
Von 1945 bis 1948 unterrichtete er am Prager Konservatorium und war (1946–47) Dozent für Partiturlesen an der Kunstakademie. Später wirkte er als Dirigent an der Oper von Ústí nad Labem und am Nationaltheater Prag. Ab 1963 bis zur Auflösung 1973 leitete er das Ensemble Musica viva Pragensis, mit dem er zeitgenössische tschechische Musik bei internationalen Festivals vorstellte.
1965 und 1966 nahm Vostřák an den Darmstädter Ferienkursen teil. An den Weltmusiktagen der Internationalen Gesellschaft für Neue Musik 1969 in Hamburg wirkte er als Juror und Dirigent eigener Werke mit. Nachdem sein Ensemble Musica viva aufgelöst wurde und seine Werke von der offiziellen Kulturpolitik in Prag als „mysteriös“ boykottiert wurden, zog sich Vostřák zurück und widmete sich ganz der Komposition. Für die Wittener Tage für neue Kammermusik 1980 und 1985 erhielt er Kompositionsaufträge des WDR.
Seit Anfang der 1960er Jahre begann Vostrak in seinen Werken das Zwölftonsystem und serielle Techniken einzusetzen. Ab dem Ende der 1960er Jahre widmete er sich auch der elektroakustischen Musik und der Musique concrète. Mitte der 1970er Jahre entwickelte er eine eigene Kompositionstechnik in Auseinandersetzung mit Daniel Brozáks Konzept der Intervalltonarten und strukturellen Harmonie.

## Werke
- Bühnenwerke
  - Petrklíče (1944/45), Ballett nach Svatopluk Čech
  - Rohovín čtverrohý (1948), komische Oper, Libretto von Josef Bachtík nach Václav Kliment Klicpera
  - Filozofská historie (1949), Ballett, Libretto von Jan Reye nach Alois Jirásek
  - Viktorka (1950), Tanzballade von J. Reye nach Božena Němcová
  - Králův mincmistr (1953), Oper, Libretto von J. Bachtík nach Josef Kajetán Tyl
  - Sněhurka (1955), Ballett, Libretto von J. Reye nach den Brüdern Grimm
  - Pražské nokturno (1957–1959), Libretto von Jan Wenig nach František Kubka
  - Rozbitý džbán (1960/61), komische Oper, Libretto von Karl Jernek nach Heinrich von Kleist
  - Veselí vodníci (1979–1990), Ballett
- Vokalwerke
  - Do usínání (1961), Liedzyklus für Sopran und Klavier nach František Halas
  - Dva japonské madrigaly (1962) für Frauenchor
  - Tři Shakespearovy sonety (1963) für Bass und Kammerorchester
  - Kantáta (1964) nach einem Text von Franz Kafka
- Kammermusik
  - Kontrasty (1961) für Streichquartett
  - Krystalizace (1962) für zwölf Blasinstrumente
  - Rekolekce (1962) für Solovioline
  - Tři eseje (1962) für Klavier
  - Afekty (1963) für sieben Instrumente
  - Elementy (1964) für Streichquartett
  - Kosmogonia (1965) für Streichquartett
  - Krásná zahradnice (1972/73; The Beautiful Gardener) für fünf Blechbläser
  - Oběť svíce (1974) für drei Instrumentalgruppen und drei Ringmodulatoren
  - Fair play (1977/78) für Cembalo und sechs Instrumente
  - Smyčcový kvartet č.4 (1979)
- Orchesterwerke
  - Zrození měsíce (1966)
  - Metahudba (1968) für großes Orchester
  - Tajemství elipsy (1970)
  - Parabola (1977) für Orchester und Tonband
  - Katedrála (1979/80)
  - Kapesní vesmír (1980/81) für Flöte, Hackbrett und Streichorchester
  - Sinfonia (1981/82) für Orchester und Chor
- Elektroakustische Werke
  - Váhy světla (1967)
  - Dvě ohniska (1969)
  - Azot (1969/70)
  - Jedno ve všem (1973)